# Palazzo Bianco
Le Palazzo Brignole, ou Palazzo Bianco ou Palazzo Luca Grimaldi est un édifice situé au numéro 11 via Garibaldi dans le centre historique de Gênes.
Depuis le 13 juillet 2006, le palazzo Bianco fait partie des 42 palais des Rolli inscrits dans la liste du patrimoine mondial de l'humanité de l'UNESCO.
Il accueille la pinacothèque (galleria) du palazzo Bianco, qui, avec celles du Palazzo Rosso et du Palazzo Doria-Tursi toutes proches, constitue le pôle muséal Strada Nuova.

## Histoire
Construit entre 1530 et 1540 par Luca Grimaldi, membre de l'une des plus importantes familles génoises, en 1658, le palais devient la propriété de la famille De Franchi, et en 1711 il est cédé à Maria Durazzo Brignole-Sale, leur principale créancière.
Les nouveaux propriétaires, entre 1714 et 1716, effectuèrent une restauration décisive de l'édifice l'adaptant aux goûts de l'époque ; le nom de Bianco lui est donné en raison de la couleur claire de ses revêtements externes.
En 1889, à la mort de Maria Brignole Sale De Ferrari, duchesse de Galliera, dernière héritière, le palais devient propriété municipale et, selon les derniers souhaits de cette dernière, une pinacothèque publique.

## La galleria
« Per la formazione di una pubblica galleria » : avec ces mots écrits dans son testament en 1884, la duchesse de Galliera déclare son intention d'utiliser le palais comme un espace public, en vue d'augmenter un noyau d'œuvres déjà existant, premier fonds du musée.
À partir de 1887, la pinacothèque est enrichie de nombreuses collections privées et la commune elle-même intervient dans une politique d'achats responsables.
La disposition actuelle des salles et la transformation en pinacothèque résultent du transfert de sculptures et de peintures dans d'autres sites muséaux, à la suite de la reconstruction du palais après la guerre ; la restauration et le redéploiement des collections furent décidés par une commission composée par Orlando Grosso (it), Carla Mazzarello, assesseur aux Belle Arti de la commune de Gênes, Caterina Marcenaro, directrice des Belle Arti de la commune et les architectes Mario Labò et Franco Albini dont l'intervention est considérée comme une des œuvres les plus significatives du rationalisme italien appliquée à une récupération historique. Le palais est ouvert au public en 1950.
La pinacothèque offre un aperçu de la peinture européenne du Cinquecento au Settecento, avec une grande majorité de peintres génois, flamands, français, espagnols. Sont exposées les peintures du XVIe siècle de Paolo Caliari dit le Véronèse, Filippino Lippi, Luca Cambiaso et une importante documentation de la peinture flamande et hollandaise du XVIe au XVIIIe siècle, dont des œuvres de Pierre Paul Rubens et d'Antoine van Dyck.
Les peintres français et espagnols des XVIIe et XVIIIe siècles sont représentés par Francisco de Zurbarán, Murillo, José de Ribera et Simon Vouet tandis que l'activité de l'École génoise est illustrée par les travaux, entre autres, de Grechetto, Bernardo Strozzi, Valerio Castello, Domenico Piola et ses fils Anton Maria et Paolo Gerolamo, Gregorio de Ferrari et Alessandro Magnasco.

### Œuvres les plus importantes
- Luca Cambiaso :  La Madonna della candela
- Le Caravage : Ecce Homo
- Hans Memling :  Le Christ bénissant
- Pierre Paul Rubens : Vénus et Mars
- Antoine van Dyck : Vertumne et Pomone
- Gérard David : Polyptyque de la Cervara ; Madonna della Pappa
- Filippino Lippi : S. Sebastiano tra i SS.Giovanni Battista e Francesco, Madonna con il Bambino e Angeli
- Veronese : Suzanne et les Vieillards
- Bartolomé Esteban Murillo : La fuite en Egypte
- Nicolas Lancret : Danse dans le jardin

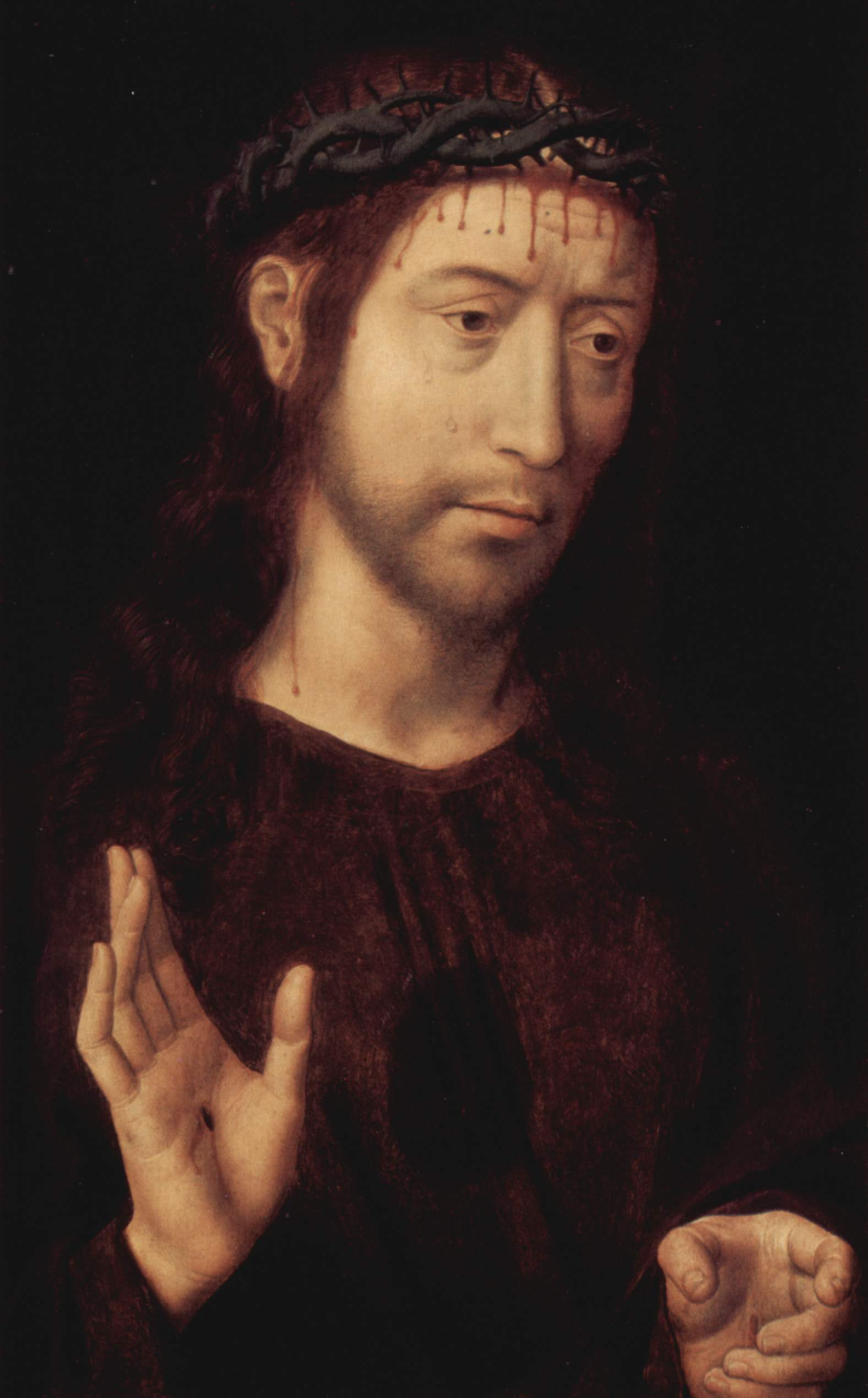
Cristo benedicente de Hans Memling.
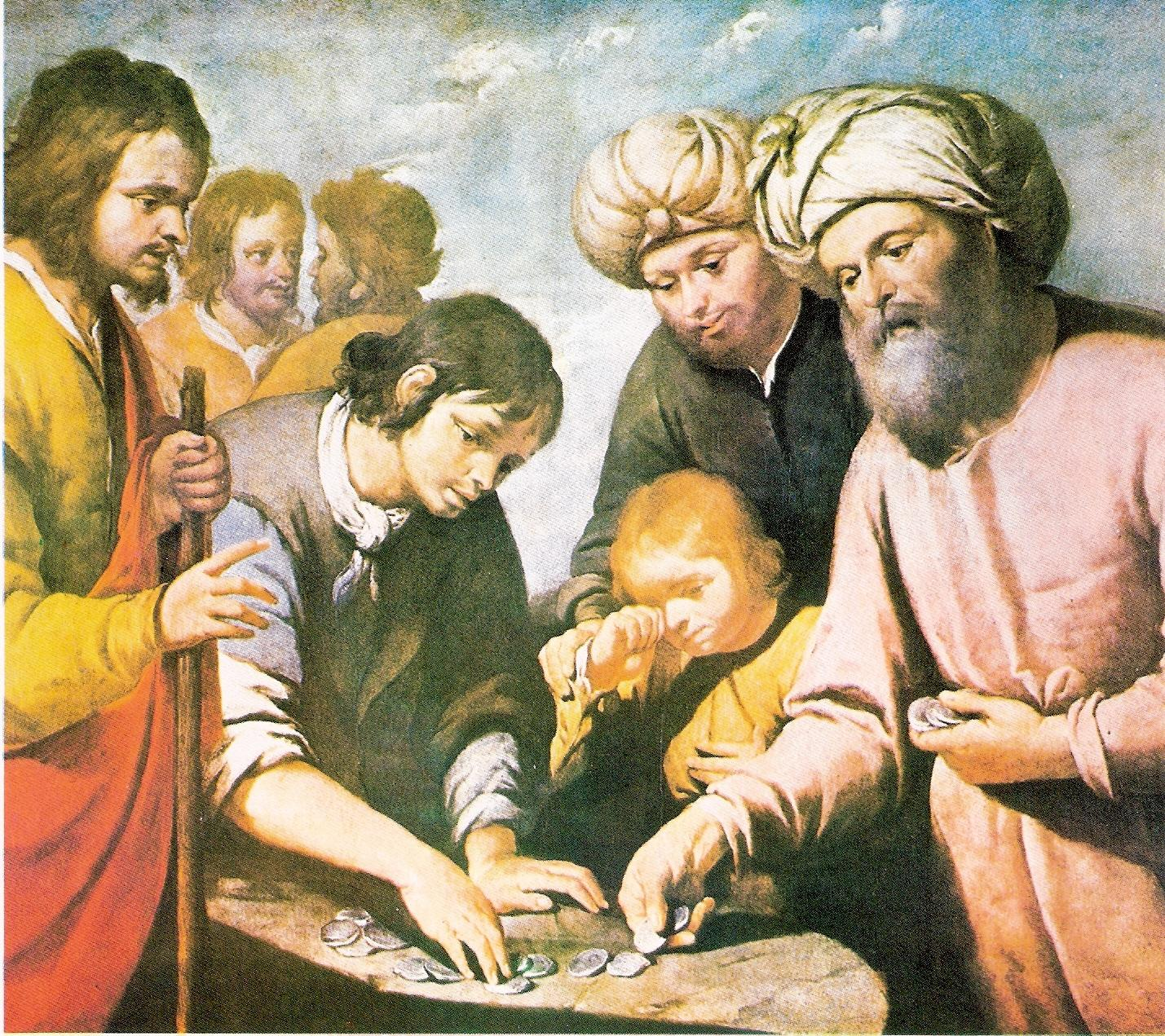
Joseph vendu par ses frères de Giovanni Andrea de Ferrari
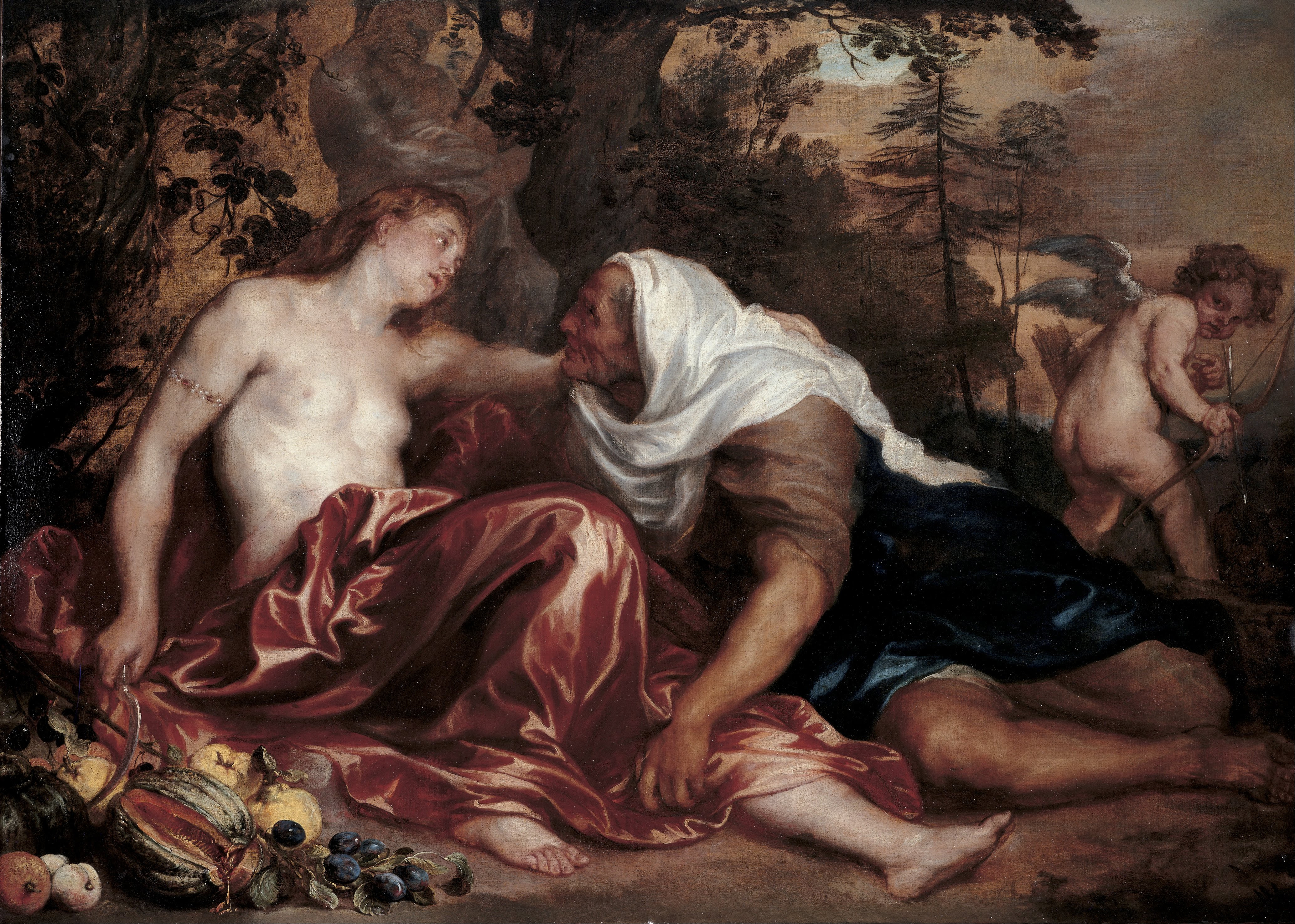
Vertumne et Pomone, 1625 par Antoine van Dyck

## Collection de textiles
Le palazzo Bianco accueille aussi les collections de tissus des musées municipaux. Cet important patrimoine textile amena  la création du Centro Studi Tessuto e Moda DVJ (Damasco, Velluto, Jeans); centre d'études du tissu qui organise chaque année des cours de formation - se déroulant à l'auditorium des Musei di Strada Nuova — sur l'histoire et la technique des étoffes anciennes ainsi que sur l'histoire du costume et de la mode.

## Sources
- (it) Cet article est partiellement ou en totalité issu de l’article de Wikipédia en italien intitulé « Palazzo Bianco » (voir la liste des auteurs).